# Medzibrodie nad Oravou
Medzibrodie nad Oravou és un poble i municipi d'Eslovàquia que es troba a la regió de Žilina, al centre-nord del país. El 2022 tenia 604 habitants.

## Demografia
| Godina             | 1994 | 2004   | 2014    | 2024    |
| ------------------ | ---- | ------ | ------- | ------- |
| Nombre de persones | 416  | 438    | 503     | 626     |
| Diferència         |      | +5,28% | +14,84% | +24,45% |

| Godina             | 2023 | 2024   |
| ------------------ | ---- | ------ |
| Nombre de persones | 610  | 626    |
| Diferència         |      | +2,62% |